# AGAKU
『AGAKU』（アガク）は、SuGの3曲入りEPで、メジャー14枚目のシングル。2017年7月5日にポニーキャニオンから発売された。

## 解説
約1年半ぶりのシングルとなる作品。9月2日に決定している日本武道館公演というバンド史上最大の挑戦に対して、なりふり構わず「足掻く」というメンバーの強い想いが込められている。
販売形態はSuGショップ限定盤、初回限定盤、通常盤の3形態。SuGショップ限定盤はオリジナルヘアバンド付き。
表題曲はテレビアニメ『カイトアンサ』のエンディングテーマとして起用される。

## 収録曲

### CD
SE. mark
1. AGAKU
2. 赤春
3. CUT

### DVD
- 「AGAKU」Music Video
- 「AGAKU」Music Video Making

## 品番
- SuGショップ限定盤：PCCA-00052
- LIMITED：PCCA-04547
- STANDARD：PCCA-04548